# جوليا باش، ويج
جوليا باش، ويج (بالنرويجية: Julia Bache-Wiig)‏ (و. 1984  م) هي ممثلة نرويجية.

## وصلات خارجية
- جوليا باش، ويج على موقع IMDb (الإنجليزية)
- جوليا باش، ويج على موقع ألو سيني (الفرنسية)
- جوليا باش، ويج على موقع أول موفي (الإنجليزية)
- جوليا باش، ويج على موقع أول موفي (الإنجليزية)
- جوليا باش، ويج على موقع قاعدة بيانات الأفلام السويدية (السويدية)
- جوليا باش، ويج على موقع قاعدة بيانات الفيلم (الإنجليزية)
- جوليا باش، ويج على موقع كينوبويسك (الروسية)